# Amara Traoré
Amara Traoré (Saint-Louis, 1965. szeptember 25. – ) szenegáli válogatott labdarúgó, edző. 

## Pályafutása

### Klubcsapatban
1988 és 1990 között a Bastia, 1990 és 1992 között a Le Mans, 1992 és 1996 között a Gueugnon együttesében játszott. Az 1996–97-es idényben a Metz, az 1997–98-asban a Châteauroux játékosa volt. 1998-ban kis ideig az Egyesült Arab Emirátusokban is játszott az el-Vahda csapatában. 1999 és 2003 között ismét a Gueugnon csapatát erősítette.

### A válogatottban
1987 és 2002 között 36 alkalommal szerepelt az szenegáli válogatottban és 14 gólt szerzett. Részt vett az 1994-es afrikai nemzetek kupáján, mellette tagja volt a 2002-es afrikai nemzetek kupáján ezüstérmet szerzett válogatott keretének és részt vett a 2002-es világbajnokságon is.

## Sikerei, díjai
Szenegál
- Afrikai nemzetek kupája döntős (1): 2002